# Alright, Still
Alright, Still là album đầu tay của ca sĩ nhạc pop người Anh Lily Allen, phát hành ngày 14 tháng 7 năm 2006 bởi hãng EMI. Việc thu âm album bắt đầu bởi sự hợp tác giữa Allen và nhà sản xuất Future Cut, và Allen đã công khai công việc của mình lên Internet trước khi họ phát hành chính thức bằng cách đưa các demo lên trang MySpace của cô. Các bài hát ảnh hưởng nhạc ska của Jamaica, còn lời ca thì đa số có phần hài hước và mang tính đàm thoại.
Album nhận được nhiều đánh giá khả quan từ nhiều nhà phê bình âm nhạc. Nó đạt thành công lớn ở Vương quốc Liên hiệp Anh và Bắc Ireland, nhận được chứng nhận 3× Bạch kim. Alright, Still đã bán được 2.6 triệu bản trên toàn thế giới. Album cũng nhận được một đề cử cho Best Alternative Music Album tại giải Grammy lần thứ 50.

## Thông tin
Quản lý của Allen đã giới thiệu cô tới nhà sản xuất Future Cut năm 2004. Họ cùng làm việc trong một phòng thu nhỏ dưới tầng hầm một tòa nhà ở Manchester. Năm 2005, Allen ký hợp đồng với hãng Regal Records; hãng đã chỉ cho cô £25.000 để sản xuất một album với lý do không đủ khả năng cung cấp nhiều hơn do phải quan tâm đến các phát hành khác như album X&Y của Coldplay và Demon Days của Gorillaz.
Allen đã tạo một tài khoản trên MySpace và bắt đầu tải lên các bản demo vào tháng 11 năm 2005. Các ca khúc đã gây ấn tượng với hàng nghìn người nghe, và 500 đĩa đơn 7" vinyl của "LDN" – một trong số các demo – đã được phát hành với số lượng nhỏ. Khi cô đã có tới hàng chục nghìn bạn bè MySpace, The Observer Music (OMM), một tạp chí xuất bản trong The Observer, bắt đầu để ý đến cô.
Tháng 3 năm 2006, OMM xuất bản một bài báo về thành công của Allen trên MySpace, và cô trở thành nhân vật chính xuất hiện trên bìa tạp chí này trong 2 tháng sau đó. Sự nổi tiếng nhất định của cô lúc đó khiến hãng thu âm quyết định cho phép cô có quyền tự do hơn trong việc sản xuất album và họ đã cho phép cô đưa vào album những ca khúc cô tự viết thay vì ép cô phải theo ý nhà sản xuất. Để hoàn thiện album của mình, cô đã đến Mỹ để làm việc với nhà sản xuất Greg Kurstin và Mark Ronson. Ở đó, Allen đã hoàn thành nửa thứ hai của album trong khoảng 2 tuần.
Tiêu đề album dùng lời ca từ track thứ hai, "Knock 'em Out": "You look alright still, yeah what's your name?"

## Biểu diễn

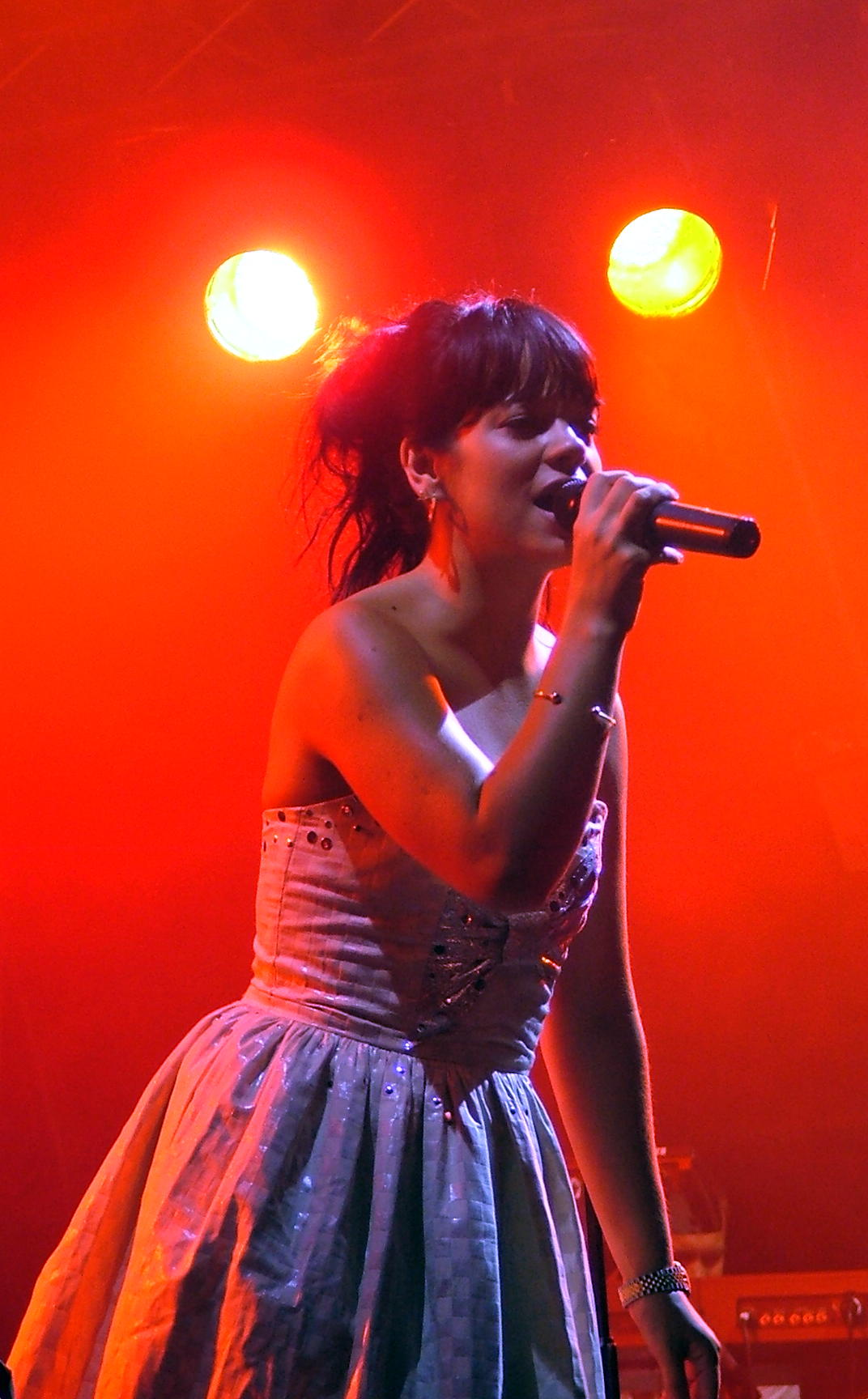
Allen biểu diễn để quảng bá album tại Somerset House tháng 7 năm 2007.

Alright, Still rất thành công ở Vương quốc Anh. Cuối tháng 7 năm 2006, nó có mặt ở vị trí 2 trên UK Albums Chart. Album bị rơi khỏi bảng xếp hạng sau gần 11 tháng nhưng đã có 2 lần trở lại bảng xếp hạng và có tổng cộng 69 tuần trên bảng xếp hạng. British Phonographic Industry đã chứng nhận Alright, Still 3x Bạch kim. Ở Ireland, Alright, Still đạt được vị trí thứ 6 trên Irish Albums Chart, có tổng cộng 35 tuần trên bảng xếp hạng và đạt chứng nhận Bạch kim.
Album ít thành công hơn ở trên toàn châu Âu. Nó lọt vào top 20 ở Na Uy; top 30 ở Bỉ và Đan Mạch; top 50 ở Ý, Pháp và Thụy Điển. Alright, Still đã bán được trên 1 triệu bản trên toàn châu Âu.
Trên toàn thế giới, Alright, Still bán được gần 2 triệu bản. Hai tuần sau khi phát hành ở Mỹ, nó đạt được vị trí 20 trên Hoa Kỳ Billboard 200, trụ lại trong bảng xếp hạng trong vòng 24 tuần. Tại đây, album đã đạt chứng nhận Vàng với trên 500.000 bản bán được. Album đạt #7 trên ARIA Albums Chart ở Úc và ARIA trao album chứng nhận Bạch kim. Ở New Zealand, album đạt #26 vào ngày 31 tháng 7 năm 2006 và đã được chứng nhận Vàng sau 19 tuần với doanh số 7.500 bản.

## Danh sách track
| Phiên bản chuẩn | Phiên bản chuẩn               | Phiên bản chuẩn                                                                                              | Phiên bản chuẩn                                                           | Phiên bản chuẩn |
| STT             | Nhan đề                       | Sáng tác | Đoạn nhạc                                                                 | Thời lượng      |
| --------------- | ----------------------------- | --- | ------------------------------------------------------------------------- | --------------- |
| 1.              | "Smile"                       | Allen, Iyiola Babalola, Darren Lewis, Jackie Mittoo, Clement Dodd                                            | "Free Soul" của The Soul Brothers                                         | 3:17            |
| 2.              | "Knock 'em Out"               | Allen, Babalola, Lewis, Earl King                                                                            | "Big Chief" của Professor Longhair                                        | 2:54            |
| 3.              | "LDN"                         | Allen, Arthur "Duke" Reid, Babalola, Lewis                                                                   | "Reggae Merengue" của Tommy McCook & The Supersonics.                     | 3:11            |
| 4.              | "Everything's Just Wonderful" | Allen, Greg Kurstin                                                                                          |                                                                           | 3:29            |
| 5.              | "Not Big"                     | Allen, Kurstin                                                                                               |                                                                           | 3:17            |
| 6.              | "Friday Night"                | Allen, Pablo Cook, Jonny Bull                                                                                |                                                                           | 3:07            |
| 7.              | "Shame for You"               | Allen, Blair Mackichan                                                                                       | "Loving You" của Jackie Mittoo                                            | 4:06            |
| 8.              | "Littlest Things"             | Allen, Mark Ronson, Pierre Bachelet, Hervé Roy                                                               | "Theme from Emmanuelle" và "Emmanuelle in the Mirror" của Bachelet & Roy. | 3:02            |
| 9.              | "Take What You Take"          | Allen, Lewis, Babalola                                                                                       |                                                                           | 4:06            |
| 10.             | "Friend of Mine"              | Allen, Babalola, Lewis, O'Kelly Isley, Ernest Isley, Rudolph Isley, Ronald Isley, Marvin Isley, Chris Jasper | "For the Love of You" của The Isley Brothers                              | 3:58            |
| 11.             | "Alfie"                       | Allen, Kurstin                                                                                               | "Puppet On A String" của Sandie Shaw                                      | 2:46            |

| Bonus Track iTunes UK | Bonus Track iTunes UK                   | Bonus Track iTunes UK |
| STT                   | Nhan đề                                 | Thời lượng            |
| --------------------- | --------------------------------------- | --------------------- |
| 12.                   | "Blank Expression" (The Specials cover) | 2:30                  |

| Bonus Track phiên bản Mỹ | Bonus Track phiên bản Mỹ        | Bonus Track phiên bản Mỹ | Bonus Track phiên bản Mỹ |
| STT                      | Nhan đề                         | Sáng tác                 | Thời lượng               |
| ------------------------ | ------------------------------- | ------------------------ | ------------------------ |
| 12.                      | "Nan You're a Window Shopper"   | Allen, Babalola, Lewis   | 2:58                     |
| 13.                      | "Smile" (Phiên bản Mark Ronson) |                          | 3:13                     |

| Bonus Track phiên bản Nhật | Bonus Track phiên bản Nhật | Bonus Track phiên bản Nhật |
| STT                        | Nhan đề                    | Thời lượng                 |
| -------------------------- | -------------------------- | -------------------------- |
| 12.                        | "Cheryl Tweedy"            | 3:15                       |
| 13.                        | "Absolutely Nothing"       | 4:02                       |

| Bonus Track phiên bản Pháp | Bonus Track phiên bản Pháp                      | Bonus Track phiên bản Pháp |
| STT                        | Nhan đề                                         | Thời lượng                 |
| -------------------------- | ----------------------------------------------- | -------------------------- |
| 12.                        | "Mr. Blue Sky" (Electric Light Orchestra cover) | 3:40                       |

| Phiên bản Deluxe iTunes | Phiên bản Deluxe iTunes                         | Phiên bản Deluxe iTunes | Phiên bản Deluxe iTunes |
| STT                     | Nhan đề                                         | Sáng tác                | Thời lượng              |
| ----------------------- | ----------------------------------------------- | ----------------------- | ----------------------- |
| 12.                     | "Mr. Blue Sky" (Electric Light Orchestra cover) |                         | 3:40                    |
| 13.                     | "Cheryl Tweedy"                                 |                         | 3:15                    |
| 14.                     | "Nan You're a Window Shopper"                   | Allen, Babalola, Lewis  | 2:58                    |
| 15.                     | "Blank Expressions" (The Specials cover)        |                         | 2:30                    |
| 16.                     | "Absolutely Nothing"                            |                         | 4:02                    |
| 17.                     | "U Killed It"                                   |                         | 4:24                    |
| 18.                     | "Everybody's Changing" (Keane cover)            |                         | 2:40                    |
| 19.                     | "Naïve" (BBC Radio 1's Jo Whiley's Live Lounge) |                         | 3:46                    |

## Xếp hạng, doanh số và chứng nhận
| Bảng xếp hạng (2006)            | Vị trí cao nhất | Chứng nhận  | Doanh số   |
| ------------------------------- | --------------- | ----------- | ---------- |
| Argentinian Albums Chart        | 3               | Vàng        | 30.000+    |
| Australian Albums Chart         | 7               | Bạch kim    | 100.000+   |
| Belgian (Flanders) Albums Chart | 24              |             |            |
| Belgian (Wallonia) Albums Chart | 79              |             |            |
| Canadian Albums Chart           | 21              | Vàng        | 50.000     |
| Dutch Albums Chart              | 27              |             |            |
| French Albums Chart             | 47              | Bạc         | 40.000+    |
| Irish Albums Chart              | 6               | Bạch kim    | 20.000+    |
| Italian Albums Chart            | 22              |             |            |
| New Zealand Albums Chart        | 22              | Vàng        | 10.000+    |
| Norwegian Albums Chart          | 20              |             |            |
| Swedish Albums Chart            | 42              |             |            |
| Swiss Albums Chart              | 53              |             |            |
| UK Albums Chart                 | 2               | 3× Bạch kim | 1.000.000+ |
| Bảng xếp hạng (2007)            | Vị trí cao nhất | Chứng nhận  | Doanh số   |
| Hoa Kỳ Billboard 200            | 20              | Vàng        | 750.000+   |
| châu Âu                         |                 | Bạch kim    | 1.000.000+ |

## Lịch sử phát hành
| Quốc gia       | Ngày                | Hãng đĩa    | Định dạng | Catalog          |
| -------------- | ------------------- | ----------- | --------- | ---------------- |
| Châu Âu        | 14 tháng 7 năm 2006 | EMI         | CD        |                  |
| Vương quốc Anh | 17 tháng 7 năm 2006 | Regal       | CD        | 0946 3 67028 2 7 |
| México         | 24 tháng 7 năm 2006 | EMI         | CD        |                  |
| Úc             | 29 tháng 7 năm 2006 | EMI         | CD        | 3717392          |
| Thái Lan       | 4 tháng 8 năm 2006  | EMI         | CD        |                  |
| Brasil         | 25 tháng 8 năm 2006 | EMI         | CD        |                  |
| Canada         | 19 tháng 9 năm 2006 | EMI         | CD        | 0946 3 71739 2 3 |
| Nhật Bản       | 4 tháng 10 năm 2006 | Toshiba-EMI | CD        | TOCP-66625       |
| Hoa Kỳ         | 30 tháng 1 năm 2007 | Capitol     | CDP       | 0946 3 75466 2 8 |